# Hinson’s Island (Paget)
Hinson’s Island, vereinzelt Godet(’s) Island genannt, ist eine Insel von Bermuda, gelegen im Südosten des Großen Sund (Great Sound), etwa 350 Meter nordwestlich der Nordküste von Grand Bermuda.
Hinson’s Island gehört zum Verwaltungsgebiet Paget Parish, ist etwa 600 Meter lang und maximal 250 Meter breit, und mit einigen wenigen Villen bebaut. Vor der Südküste der Insel liegt zudem ein exklusiver, durch zwei unbewohnte Felsinseln geschützter Naturhafen, der überwiegend von privaten Booten angesteuert wird.